# Pierre-Alexis Ronarc'h
Pierre-Alexis Ronarc'h, francoski admiral, * 22. november 1863, Quimper (Finistère), † 1. april 1940, Pariz.
Ronarc'h je bil s petnajstimi leti in pol sprejet na Pomorsko akademijo, s štiriindvajsetimi pa postal poročnik. Leta 1900 je kot podpoveljnik francoske misije 160 mornarjev sodeloval na kitajskem podeželju pri zatrtju boksarske vstaje. Pri 42-ih je postal do tedaj najmlajši kapetan v francoski mornarici. Junija 1914, pred začetkom prve svetovne vojne, je bil povišan v kontra-admirala, ko mu je bilo dodeljeno poveljevanje brigadi marincev pri njenem usposabljanju v Lorientu. Po njeni razpustitvi 6. novembra 1915 je napredoval v vice-admirala, leta 1919 pa postal načelnik pomorskega osebja.